# Acinodendron bullatum
Acinodendron bullatum là một loài thực vật có hoa trong họ Mua. Loài này được (Turcz.) Kuntze mô tả khoa học đầu tiên năm 1891.